# Харденберг, Анна
Анна Корфицдаттер Харденбергская (дат. Anne Corfitzdatter Rønnow gift Hardenberg; ум. 1588) — датская придворная дама, служившая фрейлиной при королеве Дании Доротее Саксен-Лауэнбургской в 1559—1572 годах. Она прославилась как возлюбленная датского короля Фредерика II, который хотел жениться на ней.

## Биография
Анна была дочерью Корфица Эриксена Харденбергского и Метте Кристиернсдаттер Скрам, принадлежа таким образом к высшей датской знати. Она была представлена при дворе, где в 1559 году получила место фрейлины (hofdame) королевы Доротее Саксен-Лауэнбургской.
Анна впервые познакомилась с Фредериком II, старшим сыном королевы Доротеи, когда тот ещё был наследным принцем. Он влюбился в неё и хотел жениться. Однако этому помешал уже запланированный брак между ней и Олуфом Моуриценом Крогносом (1535—1573), канцлером королевства (rigsråd). Когда Фредерик вступил на датский престол в 1559 году в возрасте 25 лет, он ещё раз попытался жениться на Анне. Желание Фридриха жениться на особе некоролевских кровей было встречено значительным сопротивлением. Дворяне и советники короля считали этот брак неблагоразумным, так как он мог вызвать ревность и обвинения в фаворитизме среди родственников и других придворных семей. Неизвестно, как сама Анна Харденбергская относилась к королю, но она тоже советовала Фредерику отказаться от этой затеи с браком. Она никогда не была любовницей короля, так как они, что известно, никогда не вступали в половую связь.
Наконец, в 1571 году, в возрасте 37 лет, король смягчился и был помолвлен со своей 14-летней двоюродной сестрой Софией Мекленбург-Гюстровской. Очевидно, он хотел, чтобы его первая любовь одобрила этот брак, прежде чем он бы согласился на помолвку, так как организовал встречу, где присутствовали он, его будущая тёща герцогиня Елизавета и Анна. После этой встречи Анна написала своей близкой подруге Биргитте Гёюэ: «видит бог, я так счастлива и спокойна в своём сердце, как не была уже много лет».
Вскоре после королевского бракосочетания Анна Харденбергская вышла замуж за своего старого поклонника Олуфа Крогноса. Они поженились 11 января 1573 года в церкви Богоматери в Копенгагене. К несчастью, он умер через шесть месяцев после свадьбы, 25 июня 1573 года. Анна впоследствии жила в поместье Брегентвед под Хаслевом в Зеландии, которое служило её приданым. Анне удалось сохранить финансовую поддержку семьи своего мужа с помощью королевской семьи, в первую очередь, сестры короля, Анны, курфюрстины Саксонии.